# 開南大學
開南大學（英語：Kainan University），簡稱開大，位於台灣桃園市的一間私立大學。該校前身為成立於1990年的開南工學院，1992年更名開南管理學院，2000年開始招生，2006年因辦學成效良好特報請教育部升格為開南大學。該校以校訓「至誠、卓越、自由、豪邁」培育台灣青年人才，現設有商、觀光運輸、資訊、人文社會、健康照護管理、法律等6個學院，是桃園市境內距離桃園國際機場最接近的學校。

## 緣起
由開南商工校友以多年累積的校友基金籌議創建。創校期間透過與桃園縣政府、水利會等單位合作取得校地，並開展校園建設，前後歷經近十年的籌備，自2000年正式招生。

## 建校歷程
- 1990年（民國79年）1月，籌備委員會成立，校名定名開南工學院。
- 1992年（民國83年）3月，更名開南管理學院。
- 1996年（民國85年）10月，校園動土興建。
- 2000年（民國89年）3月，設立財務金融學系、觀光餐飲旅館學系、國際企業學系、企業管理學系、資訊管理學系、會計學系、航運物流管理學系。
- 2000年（民國89年）8月，落成啟用。

## 沿革

### 管理學院時期
- 2001年（民國90年）3月，設立資訊及電子商務學系；6月，設立法律學系、空運經營管理學系、應用外國語文學系（分立英文組、日文組）。
- 2002年（民國91年）8月，設立資訊傳播學系、公共事務管理學系。
- 2003年（民國92年）10月，推廣教育部設立。
- 2004年（民國93年）12月，校刊開南校訊創刊（後更名為開大校訊）；首次舉辦跨年舞會。
- 2005年（民國94年）8月，應用外語系英文組、日文組獨立為應用日語學系、應用英語學系。整合資訊及電子商務學系、資訊管理學系、資訊傳播學系成立資訊學群。

### 大學時期
- 2006年（民國95年）4月，改名開南大學，成立運輸觀光學院、資訊學院、人文社會學院；12月，舉辦大學女子籃球邀請賽。
- 2007年（民國96年）4月，舉辦校際男女排球邀請賽；8月，增設專案管理研究所、資訊傳播系碩士班、資訊及電子商務學系碩士在職專班、國際行銷學系、保全管理學系、物業管理學系、資訊科技學系、數位科技學系、休閒事業管理學系與運輸科技與運籌學系；11月，成立校友會。應用英語學系、應用日語學系皆成立研究所。
- 2008年（民國97年）3月，碩士在職專班、進修學士班與推廣教育部業務合併；9月，設立保健營養學系、銀髮養生環境學系、銀髮健康促進學系，並整合前項三系成立「健康照護管理學院」。保全管理學系改名安全與科技管理學系。
- 2009年（民國98年）8月，數位科技學系、資訊科學學系整併為資訊工程學系，並分設數位科技組、資訊科學組。增設創意產業與數位整合學士學位學程。原資訊學院專案管理研究所改隸商學院。
- 2010年（民國99年）8月，設立數位應用華語文學系、健康產業管理學系。風險管理學系及安全暨科技管理學系併入財務金融學系為風險管理與保險組；物業管理學系並入財務金融學系為不動產管理組。財務金融學系增設金融組、財務管理組。企業與創業管理學系增設企業管理組、創業管理組、科技管理組。資訊工程系取消分組並併入資訊管理學系為資訊科技應用組；資訊管理學系增設資訊管理組。國際行銷學系改名行銷學系；運輸科技與運籌學系改名運輸科技與管理學系。銀髮養生環境學系及銀髮健康促進學系整併為養生與健康行銷學系，並分設健康行銷組、養生療癒組。停招資訊傳播學系碩士班。運輸觀光學院各學系之碩士在職專班改由學院招生，並分設觀光休閒組、航空運輸組、物流航運組。
- 2011年（民國100年）2月，數位點名系統建置。運輸觀光學院改名「觀光運輸學院」。
- 2012年（民國101年）8月，資訊及電子商務學系改名多媒體與行動商務學系；觀光與餐飲旅館學系分設餐飲旅館組、觀光旅遊組之分組。財務金融學系風險管理與保險組與財務金融學系不動產管理組合併為財務金融學系不動產與風險管理組，並分設風險管理學程、不動產管理學程。
- 2013年（民國102年）8月，創意產業與數位整合學士學位學程改名創意產業與數位電影學士學位學程；專案管理研究所改名創新與專案管理研究所。數位應用華語文學系與華語文教學研究所整併為應用華語學系暨碩士班；復招資訊傳播學系碩士班。
- 2014年（民國103年），觀光運輸學院碩士班改設觀光休閒組、國際運輸組。財務金融學系取消財務管理組、金融組、不動產與風險管理組之分組。國際榮譽學程改隸商學院，並改名商學院企業管理國際學士學位學程。
- 2015年（民國104年），增設數位空間與商品設計學士學位學程、形象與健康管理學士學位學程。
- 2017年（民國106年），財務金融學系分設財務管理與金融投資組、數據科技應用與管理組之分組；行銷學系分設品牌管理組、數位行銷組之分組；物流與航運管理學系分設航運組、物流組之分組；空運管理學系分設航空運輸科技管理組、航空與旅遊服務管理組之分組；運輸科技與管理學系設置運輸產業組；休閒事業管理學系分設活動管理指導組、產業管理與社區組之分組；多媒體與行動商務學系分設手機應用組、創意組之分組；資訊傳播學系分設傳播動畫設計組、影視特效後製組；形象與健康管理學士學位學程分設健康美容組、時尚造型組、品牌創新組之分組。觀光與餐飲旅館學系取消餐飲旅館組、觀光旅遊組之分組；企業管理學系取消科技管理組；養生與健康行銷學系取消健康行銷組、養生療癒組之分組。停招創意產業與數位電影學士學位。新設電影與創意媒體學系並分設電影組、表演組。增設健康照護管理學院健康照護技術碩士班。停招商學院碩士在職專班。
- 2018年，運輸科技與管理學系改名交通運輸學系。形象與健康管理學士學位學程改名形象管理學士學位學程。
- 2019年，多媒體與行動商務學系改名數位多媒體設計學系。停招觀光運輸學院碩士在職專班、公共事務管理學系、形象管理學士學位學程、數位空間與商品設計學士學位學程、財務金融學系。資訊管理學系取消資訊科技應用組、資訊管理組之分組。
- 2020年，物流與航運管理學系改名國際物流與運輸管理學系。停招交通運輸學系、數位多媒體設計學系。
- 2022年，教育部核准通過開南大學法律系，正式升格為法律學院，於111學年度正式開始

## 歷任校長
| 任別    | 姓名   | 任期           | 備註 |
| ------- | ------ | -------------- | ---- |
| 1       | 莊淇銘 | 2000年－2001年 |      |
| 代理    | 程南洲 | 2001年－2002年 |      |
| 2       | 許清琦 | 2002年－2003年 |      |
| 3       | 施國肱 | 2003年－2004年 |      |
| 代理    | 曾國雄 | 2004年－2005年 |      |
| 代理    | 湯宗益 | 2005年－2007年 |      |
| 4、5、6 | 高安邦 | 2007年－2015年 |      |
| 7       | 林俊彥 | 2015年－2016年 |      |
| 代理    | 梁榮輝 | 2016年         |      |
| 8、9    | 梁榮輝 | 2017年－2021年 |      |
| 10、11  | 林玥秀 | 2021年－2024年 |      |
| 12      | 周守民 | 2025年 - 至今  |      |

## 歷任董事長
| 屆次   | 姓名   | 任期                           | 備註               |
| ------ | ------ | ------------------------------ | ------------------ |
| 第一屆 | 林清波 | 民國84年2月－86年12月27日      |                    |
| 第二屆 | 林清波 | 民國84年2月－86年12月27日      |                    |
| 第三屆 | 郭石吉 | 民國89年12月28日－95年12月27日 |                    |
| 第四屆 | 郭石吉 | 民國89年12月28日－95年12月27日 |                    |
| 第五屆 | 黃政哲 | 民國93年7月1日－103年2月25日   |                    |
| 第六屆 | 黃政哲 | 民國93年7月1日－103年2月25日   |                    |
| 第七屆 | 顏文隆 | 民國103年2月26日－107年1月12日 | 現任中信金控董事長 |
| 第八屆 | 葉哲正 | 民國107年1月16日－111年1月20日 |                    |
| 第九屆 | 顏志光 | 民國111年1月20日至今           |                    |

## 學術單位
開南大學現有商、觀光運輸、資訊、人文社會、健康照護管理與法律等6個學院，通識教育中心及推廣教育處。
| 商學院 | 商學院(碩士班、碩士在職專班) | 企業與創業管理學系   |
| 商學院 | 國際企業學系(所)             | 國際榮譽學士學位學程 |

| 觀光運輸學院 | 觀光運輸學院(碩士班、碩士在職專班) | 國際物流與運輸管理學系 |
| 觀光運輸學院 | 空運管理學系                       | 觀光與餐飲管理學系     |
| 觀光運輸學院 | 休閒事業管理學系                   |                        |

| 資訊學院 | 資訊學院(碩士在職專班) | 資訊管理學系(所)         |
| 資訊學院 | 電影與創意媒體學系     | 形象管理進修學士學位學程 |

| 人文社會學院 | 應用語言碩士班 | 公共事務碩士班                 |
| 人文社會學院 | 應用日語學系   | 應用英語學系                   |
| 人文社會學院 | 應用華語學系   | 文化創意與治理進修學士學位學程 |

| 健康照護管理學院 | 健康照護技術碩士班 | 保健營養學系 |
| 健康照護管理學院 | 健康產業管理學系   |              |

| 法律學院 | 法律學系(所) |  |

| 跨領域學系 | AI科技與創新設計學士學位學程 |  |

| 通識教育中心及推廣教育處 | 通識教育中心 | 進修及推廣教育處 |

## 校園環境

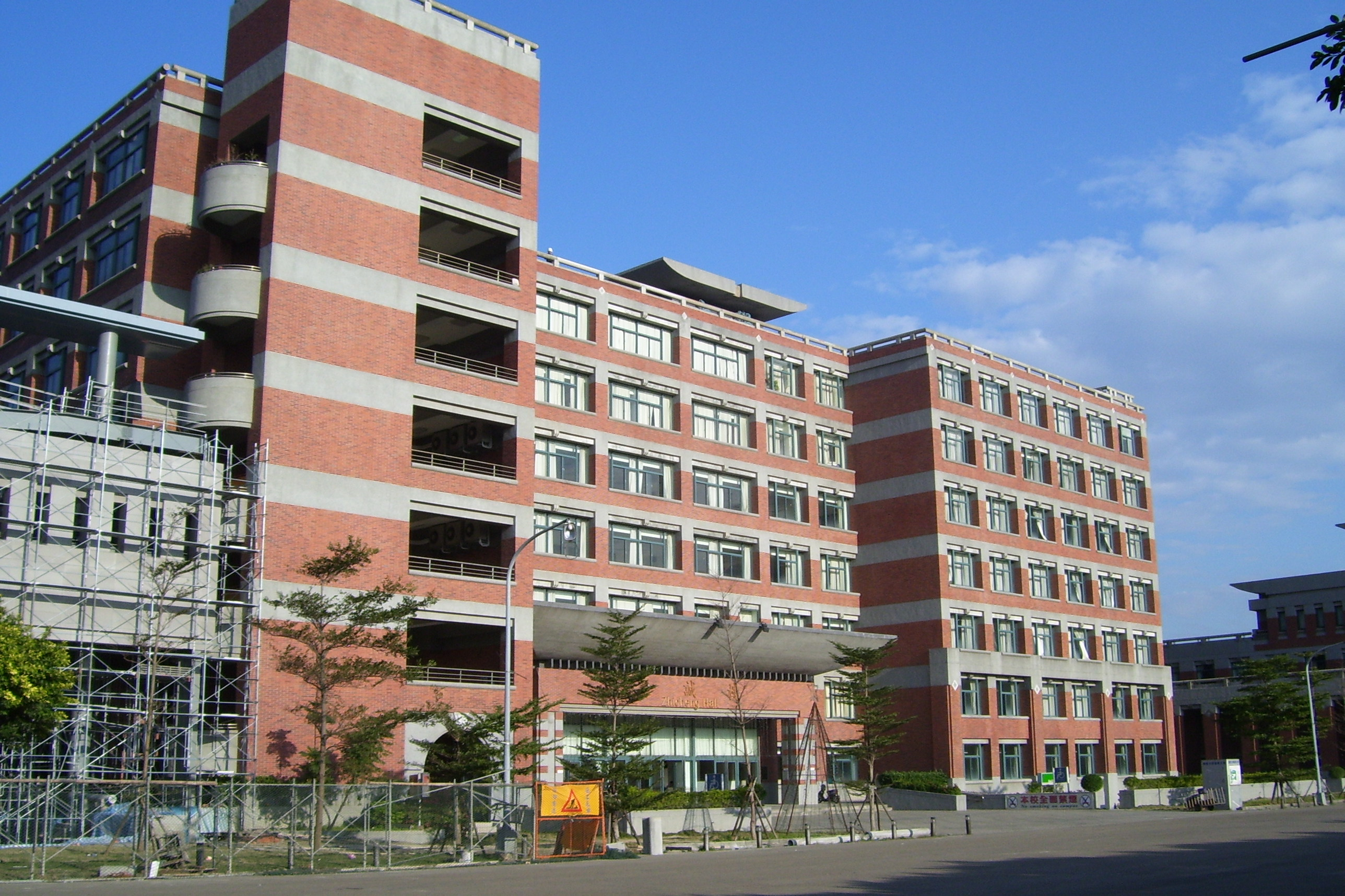
至誠樓

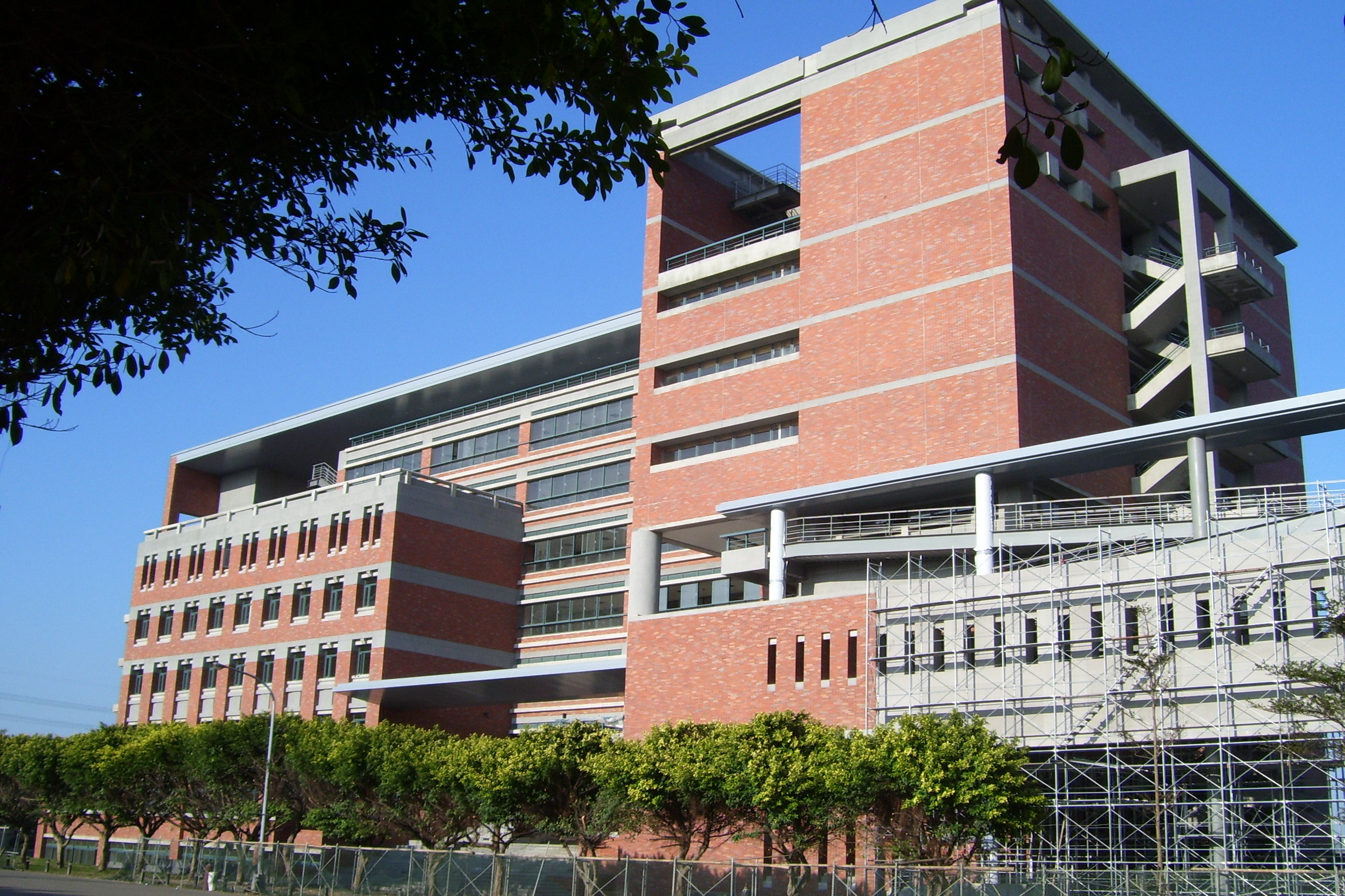
卓越樓

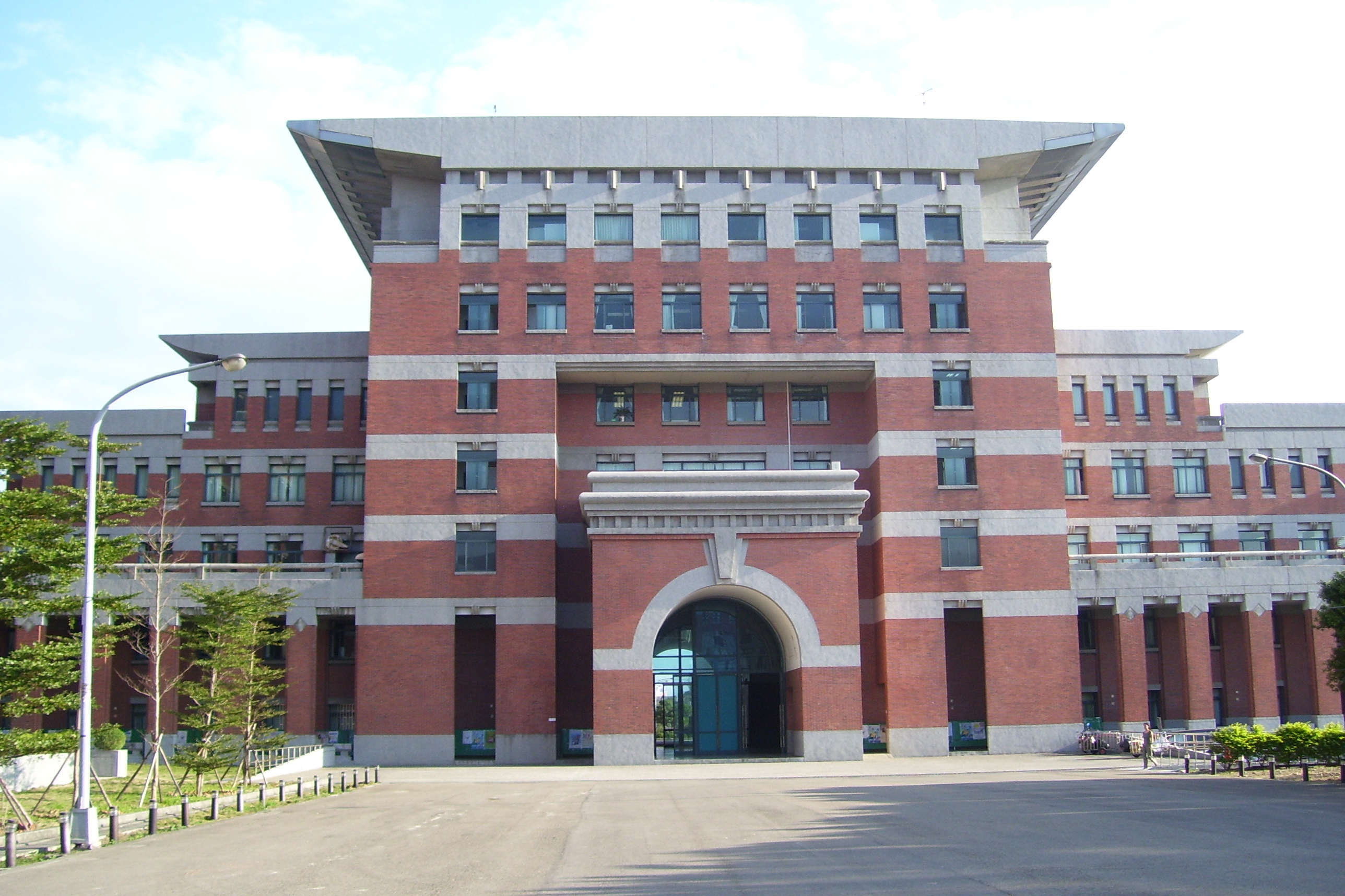
行政大樓

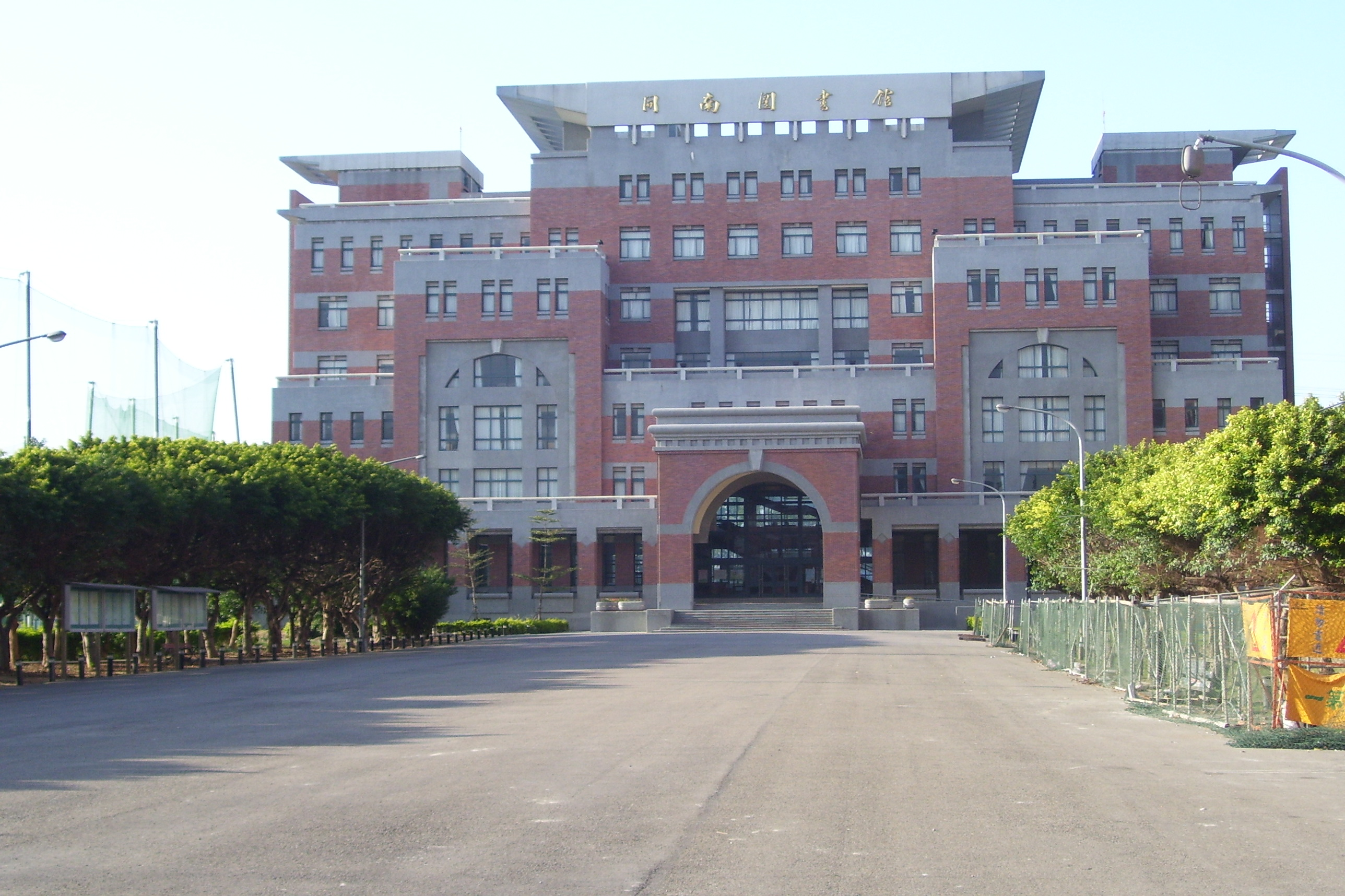
圖書館

- 至誠樓

地上七層地下一層。別名教學大樓、向雲樓。地下一樓與行政大樓美食街互通，設有多媒體教室與演講廳。現作為主要教學大樓使用。代號為Ａ。
- 卓越樓

地上十層地下一層。初名豪邁樓，為湖泊整平後所建造，因此一樓位於地平面下，二樓為主要進出通道，設有多媒體教室與演講廳。現作為主要教學大樓使用。代號為Ｂ。
- 行政大樓

分南棟與北棟，建築物為拱門形狀，地上七層地下一層，現為校務行政使用，地下一層為美食街。南棟代號為Ｓ，北棟代號為Ｎ。
- 圖書館

地上七層地下一層。
- 顏文隆國際會議中心

別稱文隆國際會議中心，為演講活動及會議使用和社團使用。
- 永裕體育館

學生集會與體育活動使用，內有籃球場 2 面兼作排球場 2 面、羽球場 4 面、健身房 1 間 。平日多為排球、羽球、籃球等各校隊、系隊練習場所。
- 戶外棒球場

- 開南學生會館

分學生一館及二館，為學生住宿使用。兩館皆有學生幹部及值班老師管理。地下層設有美食街（註1）

## 姊妹校

### 日本
- 早稻田大学（Waseda University）
- 德島大學（The University of Tokushima）
- 島根大學（Shimane University）
- 东京外国语大学（Tokyo University of Foreign Studies）
- 愛媛大學（Ehime University）
- 埼玉大學（Saitama University）
- 岡山大學（Okayama University）
- 廣島大學（Hiroshima University）
- 富山大學（University of Toyama）
- 宮崎大學（Miyazaki University）
- 山口大學 （Yamaguchi University）
- 御茶之水女子大學（Ochanomizu University）
- 東北大学（Tohoku University）
- 尾道市立大学（Onomichi City University）
- 名樱大学 （Meio University）
- 奈良縣立大學（Nara Prefectural University）
- 熊本縣立大學（Prefectural University of Kumamoto）
- 國際教養大學（Akita International University）
- 神田外語大学（Kanda University of International Studies）
- 金澤星稜大學（Kanazawa Seiryo University）
- 近畿大学（Kindai University）
- 大阪商業大学（Osaka University of Commerce）
- 多摩大学（日语：多摩大学）（Tama University）
- 仙台白百合女子大学（日语：仙台白百合女子大学）（Sendai Shirayuri Women’s College）
- 拓殖大學（Takushoku University）
- 愛知工科大学（日语：愛知工科大学）（Aichi University of Technology）
- 好萊塢大學院大學（日语：ハリウッド大学院大学）（Hollywood University）
- 東京成徳大学（日语：東京成徳大学）（Tokyo Seitoku University）
- 徳島文理大学（日语：徳島文理大学）（Tokushima Bunri University）
- 松蔭大学 （Shoin University）
- 了得寺大學（日语：了徳寺大学）（Ryotokuji University）
- 京都学園大学（日语：京都学園大学）（Kyotogakuen University）
- 東日本国際大学（Eastern Japan International University）
- 星城大學（日语：星城大学）（Seijoh University）
- 園田学園女子大学（日语：園田学園女子大学）（Sonoda Women's'S University）
- 福井大學（Fukui University）
- 靜岡大學（Shizuoka University）
- 大分大學（Oita University）
- 高知大學（Kochi University）
- 弘前大學（Hirosaki University）
- 亞細亞大學（Asia University）
- 大阪產業大學（Osaka Sangyo University）
- 琉球大學（University of The Ryukyus)
- 札幌國際大學（Sapporo International University）
- 北海道文教大學（Hokkaido Bunkyo University）

### 大韓民國
- 首爾科技大學（SEOUL NATIONAL UNIVERSITY OF SCIENCE AND TECHNOLOGY）
- 漢陽大學（HANYANG UNIVERSITY）
- 江南大學（Kangnam University）
- 東明大學（朝鲜语：동명대학교）（TONGMYONG UNIVERSITY）
- 漢城大學（Hansung Univerisity）
- 德成女子大學（Duksung Women's University）
- 聖潔大學（朝鲜语：성결대학교）（Sungkyul University）
- 國立釜慶大學校（Pukyong National University）
- 仁荷大學（Inha University）
- 檀國大學（Dankook University）

### 美国
- 博伊西州立大學（BOISE STATE UNIVERSITY）
- 東奧瑞岡州立大學（EASTERN OREGON UNIVERSITY）
- 安波瑞亞州立大學（英语：Emporia State University）（EMPORIA STATE UNIVERSITY）
- 夏威夷太平洋大學（HAWAII PACIFIC UNIVERSITY）
- 密西西比州立大學（MISSISSIPPI STATE UNIVERSITY）
- 北卡羅萊納州立大學（NORTH CAROLINA STATE UNIVERSITY）
- 西北密苏里州立大学（NORTHWEST MISSOURI STATE UNIVERSITY）
- 阿拉斯加安克雷奇分校 （页面存档备份，存于）（THE UNIVERSITY OF ALASKA）
- 北達科他大學（University of North Dakota）
- 聖地牙哥大學（San Diego State University）
- 西奧勒岡大學（WESTERN OREGON UNIVERSITY）
- 北阿拉巴馬大學（UNIVERSITY OF NORTH ALABAMA）
- 威斯康辛州立大學雷河分校（英语：University of Wisconsin–River Falls）（University of Wisconsin-River Falls）
- 聖地牙哥州立大學（San Diego State University）
- 路易斯安那大學門羅分校（UNIVERSITY OF LOUISIANA AT MONROE）
- 加利福尼亞大學河濱分校（UNIVERSITY OF CALIFORNIA-RIVERSIDE）

### 英国
- 倫敦政治經濟學院（THE LONDON SCHOOL OF ECONOMICS AND POLITICAL SCIENCE）
- 伍爾弗漢普頓大學（UNIVERSITY OF WOLVERHAMPTON）

### 波蘭
- 卡特魏茲大學（英语：UUniversity of Economics in Katowice）（UNIVERSITY OF ECONOMICS IN KATOWICE）
- 西里西經濟暨語言學院 （页面存档备份，存于）（SILESIAN SCHOOL OF ECONOMICS AND LANGUAGES）

### 德国
- 慕尼黑大學（Ludwig-Maximilians-Universität München）

### 匈牙利
- 潘諾尼亞大學（UNIVERSITY OF PANNONIA）
- 布達佩斯考文紐斯大學（CORVINUS UNIVERSITY OF BUDAPEST）
- 亞諾什應用科學大學（Kodolanyi Janos University of Budapest）

### 奥地利
- 庫夫施泰因提洛應用科學大學（FH-Kufstein Tirol University of Applied Sciences）
- 薩爾茲堡應用科學大學（FH-Salzburg University of Applied Sciences）

### 羅馬尼亞
- 拜亞麥爾北部大學（英语：Northern University, Romania）（NORTH UNIVERSITY OF BAIA MARE）
- 阿拉德“瓦西裡-郭勒蒂斯” 西部大學（英语：Vasile Goldiș Western University of Arad）（VASILE GOLDIŞ WESTERN UNIVERSITY）
- 阿爾巴尤利亞大學 （页面存档备份，存于）（1 DECEMBRIE 1918” UNIVERSITY OF ALBA LULIA）
- 波登富地大學 （页面存档备份，存于）（BOGDAN VODA UNIVERSITY）
- 普洛耶什蒂石油和天然氣大學 （页面存档备份，存于）（Petroleum and Gas University of Ploiesti）

### 斯洛維尼亞
- 盧布爾雅那大學（UNIVERSITY OF LJUBLJANA）

### 中华人民共和国
- 三亞學院（Sanya University）
- 西南林業大學（Southwest Forestry University）
- 北京服裝學院（ Beijing Institute of Fashion Technology）
- 西安工業大學（ Xi'an Technological University）
- 長安大學（Chang'An University ）
- 西安建築科技大學（Xi'an University of Architecture and Technology ）
- 深圳大學（Shenzhen University）
- 西安工業大學北方信息工程學院（Xi'an Technological University North Institute Of Information Engineering）
- 暨南大學（Jinan University）
- 吉林大學珠海學院（Zhuhai College of Jilin University）
- 武昌首義學院（Zhuhai College of Jilin University）
- 天津外國語大學（Tianjin Foreign Studies University）
- 海南熱帶海洋學院（Hainan Tropical Ocean University）
- 鞍山師範學院（Anshan Normal University）
- 東南大學成賢學院（Southeast University Chengxian College）
- 四川大學（Sichuan University）
- 河南大學（Henan University）
- 廣東外語外貿大學（Guangdong University of Foreign Studies）
- 東北林業大學（Northeast Forestry Universit）
- 西安建築科技大學華清學院（Xi'an University of Architecture and Technology Huaqing）
- 德宏職業學院（Dehong Vocational College）
- 中南民族大學（central University For Nationalities）
- 中國政法大學（China University of Political science and Law）
- 廣東工業大學（Guangdong University of Technology）
- 金陵科技學院（ Jinling Institute of Technology）
- 西安培華學院 （页面存档备份，存于）（Xi`an Peihua University）
- 廣東外語外貿大學南國商學院（Guangdong University of Foreign Studies South China Business College）
- 東南大學（Southeast University）
- 蘇州大學文正學院（WENZHENG COLLEGE OF SOOSHOW UNIVERSITY ）
- 南京城市職業學院（NanJing City Vocational College）
- 南京航空航天大學金城學院（Nanhang Jincheng College）
- 南京曉庄學院（NanJing XiaoZhuang University）
- 南通大學（Nantong University）
- 哈爾濱工程大學 （Harbin Engineering University）
- 哈爾濱工業大學（Harbin Institute of Technology）
- 重慶大學（Chongqing University）
- 海南大學（Hainan University）
- 海南師範大學（Hainan Normal University）
- 鄭州昇達經貿管理學院 （Zhengzhou Shengda University of Economics, Business & Management）

### 蒙古国
- 蒙古文化教育大學 （页面存档备份，存于）（THE UNIVERSITY OF SOYOL ERDEM-MONGOLIA）

### 印度
- 印度管理學院（India Institute of Management）

### 越南
- 河內越南國家大學所屬社會科學與人文學院（VIETNAM NATIONAL UNIVERSITY, THE COLLEGE OF SOCIAL SCIENCES AND HUMANITIES）
- 河內越南國家大學所屬科技學院（VIETNAM NATIONAL UNIVERSITY, THE COLLEGE OF TECHNOLOGY）
- 交通運輸大學（英语：University of Transport and Communications）（HO CHI MINH CITY UNIVERSITY OF TRANSPORT）
- 順化經濟大學（Hue University）
- 胡志明市技術師範大學（英语：Ho Chi Minh City University of Technology）（HO CHI MINH CITY UNIVERSITY OF TECHNOLOGY AND EDUCATION）
- 越南外贸大学（FOREIGN TRADE UNIVERSITY ）
- 河內開放大學 （页面存档备份，存于）（HANOI OPEN UNIVERSITY）
- 越南河內工業大學（Hanoi University of Industry）
- 越南國立經濟大學（英语：National Economics University）（The National Economics University）
- 南定工業學院（Nam DINH INDUSTRIAL COLLEGE）
- 越南同塔大學（Dong Thap University）

### 泰國
- 曼谷吞武里大學（Bangkokthonburi University）
- 清邁皇家大學（Chiang Mai Rajabhat University）
- 泰國梅州大學（Maejo University）

### 马来西亚
- 國家能源大學（英语：Universiti Tenaga Nasional）（UNIVERSITI TENAGA NASIONAL (UNITEN)）
- 馬來西亞沙巴大學（Malaysia University of Sabah ）
- 拉曼大學（University Tunku Abdul Rahman）
- 沙巴藝術學院（Sabah Institute of Art）

### 菲律賓
- 菲律賓亞洲太平洋大學（UNIVERSITY OF ASIA AND THE PACIFIC ）
- 菲律賓國立大學（英语：University of the Philippines）（UNIVERSITY OF THE PHILIPPINES）

### 
- 邦德大學（BOND UNIVERSITY）
- 威廉安格利斯學院（WILLIAM ANGLISS INSTITUTE OF TAFE ）
- 國立塔斯馬尼亞大學（UNIVERSITY OF TASMANIA）
- 國立伊迪斯.科文大學（EDITH COWAN UNIVERSITY）
- 澳洲海洋大學（Australian Maritime College）

### 新西兰
- 聯合理工學院（UNITEC NEW ZEALAND）

### 荷蘭
- 薩克森大學(Saxion University of Applied Sciences)

### 立陶宛
- 立陶宛科技大學(Vilnius Gediminas Technical University)

## 影視取景
- 《流星花園》
- 《18歲的約定》
- 《MVP情人》
- 《蜜桃女孩》
- 《花樣少年少女》
- 《愛殺17》
- 《惡魔在身邊》
- 《18禁不禁》
- 《霹靂MIT》
- 《渺渺》
- 《至尊玻璃鞋》
- 《旭日東昇》
- 《料理高校生》
- 《如朕親臨》
- 《獨家保鑣》
- 《我的未來男友》
- 《愛上她的他》
- 《青春自拍團》
- 《乒 乓》
- 《音為愛上妳》
- 《艾蜜麗的五件事》
- 《你有念大學嗎？》
- 《必勝大丈夫》
- 《一千個晚安》
- 《想見你 (電視劇)》
- 《妖怪人間 (電視劇)》
- 《歲歲年年》
- 《王牌辯護人》

跟你的老婆去旅行
- 廣告《三陽機車 （页面存档备份，存于）》
- MV《蔡依林-消極掰 （页面存档备份，存于）》

## 傑出校友

### 曾於開南大學棒球隊的職業球員
| 球員名                   | 起始年度 | 最初所屬 | 最初所屬 | 最終所屬 | 最終所屬 | 現/退役 | 備註                          |
| 球員名                   | 起始年度 | 聯盟     | 球隊     | 聯盟     | 球隊     | 現/退役 | 備註                          |
| 2000年代開始職棒選手生涯 |          |          |          |          |          |         |                               |
| 黃榮義                   | 2008年   | 中職     | 兄弟隊   | 中職     | 兄弟隊   | ●       |                               |
| 2010年代開始職棒選手生涯 |          |          |          |          |          |         |                               |
| 曾保羅                   | 2010年   | 中職     | La New隊 | 中職     | 桃猿隊   | ●       |                               |
| 王鏡銘                   | 2010年   | 中職     | 統一隊   | 中職     | 統一隊   | ○       |                               |
| 陳逸宸                   | 2010年   | 中職     | 統一隊   | 中職     | 統一隊   | ●       |                               |
| 張正偉                   | 2010年   | 中職     | 兄弟隊   | 中職     | 富邦隊   | ○       |                               |
| 鄧志永                   | 2010年   | 中職     | 兄弟隊   | 中職     | 兄弟隊   | ●       |                               |
| 謝炫任                   | 2011年   | 中職     | 桃猿隊   | 中職     | 桃猿隊   | ●       |                               |
| 蔡森夫                   | 2011年   | 日職     | 羅德隊   | 中職     | 義大隊   | ●       |                               |
| 江子健                   | 2012年   | 中職     | 興農隊   | 中職     | 義大隊   | ●       |                               |
| 張 鎧                    | 2012年   | 中職     | 義大隊   | 中職     | 富邦隊   | ●       | 曾改名為張定揚 後改名為張淯虎 |
| 陳凱倫                   | 2012年   | 中職     | 興農隊   | 中職     | 富邦隊   | ○       |                               |
| 黃劉清                   | 2012年   | 中職     | 興農隊   | 中職     | 義大隊   | ●       |                               |
| 邱俊瑋                   | 2012年   | 中職     | 兄弟隊   | 中職     | 兄弟隊   | ○       | 後改名為邱品睿                |
| 石孝榮                   | 2012年   | 中職     | 兄弟隊   | 中職     | 兄弟隊   | ●       |                               |
| 羅華韋                   | 2013年   | 中職     | 義大隊   | 中職     | 味全隊   | ○       | 曾具職棒經歷                  |
| 廖任磊                   | 2014年   | 美職     | 海盜隊   | 中職     | 味全隊   | ○       |                               |
| 林樺慶                   | 2014年   | 中職     | 桃猿隊   | 中職     | 桃猿隊   | ○       |                               |
| 蔡益民                   | 2014年   | 中職     | 兄弟隊   | 中職     | 兄弟隊   | ●       |                               |
| 劉昱言                   | 2016年   | 中職     | 桃猿隊   | 中職     | 桃猿隊   | ○       |                               |
| 王玉譜                   | 2016年   | 中職     | 統一隊   | 中職     | 統一隊   | ○       |                               |
| 陳明軒                   | 2016年   | 中職     | 興農隊   | 中職     | 富邦隊   | ○       |                               |
| 陳子鴻                   | 2016年   | 中職     | 兄弟隊   | 中職     | 兄弟隊   | ○       |                               |
| 岳東華                   | 2017年   | 中職     | 兄弟隊   | 中職     | 兄弟隊   | ○       |                               |
| 陳韋奇                   | 2018年   | 中職     | 富邦隊   | 中職     | 富邦隊   | ○       |                               |
| 林鋅杰                   | 2018年   | 美職     | 費城人隊 | 美職     | 費城人隊 | ○       |                               |
| 廖乙忠                   | 2019年   | 中職     | 兄弟隊   | 中職     | 兄弟隊   | ○       |                               |
| 劉宇鈞                   | 2019年   | 中職     | 味全隊   | 中職     | 味全隊   | ○       |                               |
| 朱祥麟                   | 2019年   | 中職     | 味全隊   | 中職     | 味全隊   | ○       |                               |
| 張祐銘                   | 2019年   | 中職     | 味全隊   | 中職     | 味全隊   | ○       |                               |
| 高淮安                   | 2019年   | 中職     | 味全隊   | 中職     | 味全隊   | ○       |                               |
| 吳俊杰                   | 2019年   | 中職     | 味全隊   | 中職     | 味全隊   | ○       |                               |
| 吳承諭                   | 2019年   | 中職     | 統一隊   | 中職     | 統一隊   | ○       |                               |
| 林桀晨                   | 2020年   | 中職     | 味全隊   | 中職     | 味全隊   | ○       |                               |
| 許峻暘                   | 2020年   | 中職     | 桃猿隊   | 中職     | 桃猿隊   | ○       |                               |
| 余 謙                    | 2020年   | 中職     | 兄弟隊   | 中職     | 兄弟隊   | ○       |                               |

- 標示現役者之最終所屬球隊為目前所效力的球隊。台灣棒球維基館 （页面存档备份，存于）

### 藝文界
- 宮田留佳：女子團體AKB48 Team TP成員，Unit Daisy研究生
- 簡廷芮：女子團體Dears成員
- 馮于倫：台灣影像導演
- 羅越：台灣電影導演
- 張葦航：遊戲實況主
- 林佳棻：三原JAPAN Sanyuan JAPAN成員
- 張伯恩：歌手、模特兒、藝人
- 許效舜：藝人
- 林輝瑝：演員、模特兒
- 李程彬：演員、模特兒